# Пилиповицька сільська рада (Новоград-Волинський район)
Пилиповицька сільська рада — колишня адміністративно-територіальна одиниця та орган місцевого самоврядування у Ярунському (Піщівському) і Новоград-Волинському районах Волинської округи, Київської й Житомирської областей Української РСР та України з адміністративним центром у с. Пилиповичі.

## Населені пункти
Сільській раді були підпорядковані населені пункти:
- с. Пилиповичі
- с. Анета
- с. Городище
- с. Степове

## Населення
Станом на 1923 рік кількість населення сільської ради становила 2 197 осіб, кількість дворів — 412.
Кількість населення сільської ради, станом на 1924 рік, становила 2 354 особи.
Відповідно до результатів перепису населення СРСР, кількість населення ради, станом на 12 січня 1989 року, становила 1 930 осіб.
Станом на 5 грудня 2001 року, відповідно до перепису населення України, кількість мешканців сільської ради становила 1 824 особи.

## Склад ради
Рада складалася з 16 депутатів та голови.

### Керівний склад сільської ради
| ПІБ                          | Основні відомості                                                 | Дата обрання | Дата звільнення |
| ---------------------------- | ----------------------------------------------------------------- | ------------ | --------------- |
| Шевчук Анатолій Євгенович    | Сільський голова, 1957 року народження, освіта, безпартійний      | 26.03.2006   | 31.10.2010      |
| Панфелюк Надія Володимирівна | Сільський голова, 1967 року народження, освіта вища, позапартійна | 31.10.2010   |                 |

Примітка: таблиця складена за даними джерела

## Історія
Створена 1923 року в складі сіл Городище, Пилиповичі-Звягельські, Пилиповичі-Корецькі та колоній Анета, Пилиповичі і Юзефин Піщівської волості Новоград-Волинського повіту Волинської округи. 24 серпня 1923 року, відповідно до рішення Волинської ГАТК (протокол № 4 «Про зміни границь в межах округів, районів і сільрад»), колонії Анета, Пилиповичі та Юзефин передано до складу новоствореної Анетівської сільської ради Піщівського (згодом — Ярунський) району. У 1946 році с. Пилиповичі-Корецькі об'єднане із с. Пилиповичі-Звягельські (згодом — Пилиповичі).
Станом на 1 вересня 1946 року сільська рада входила до складу Ярунського району Житомирської області, на обліку в раді перебували села Городище, Пилиповичі та селище Ярунської МТС (згодом — Степове).
11 серпня 1954 року, відповідно до указу Президії Верховної ради Української РСР «Про укрупнення сільських рад по Житомирській області», підпорядковано с. Анета ліквідованої Анетівської сільської ради Ярунського району. 5 березня 1959 року, відповідно до рішення Житомирського облвиконкому № 161 «Про ліквідацію та зміну адміністративно-територіального поділу окремих сільських рад області», приєднано територію та села Княжа і Таращанка ліквідованої Таращанської сільської ради Новоград-Волинського району. 29 червня 1960 року, відповідно до рішення Житомирського облвиконкому № 683 «Про об'єднання деяких населених пунктів в районах області», с. Княжа об'єднане із с. Таращанка.
На 1 січня 1972 року сільська рада входила до складу Новоград-Волинського району Житомирської області, на обліку в раді перебували села Анета, Городище, Пилиповичі і Таращанка.
12 серпня 1974 року, відповідно до рішення Житомирського облвиконкому № 342 «Про зміни в адміністративно-територіальному поділі окремих районів області в зв'язку з укрупненням колгоспів», с. Таращанка підпорядковане Красилівській сільській раді Новоград-Волинського району.
Виключена з облікових даних 17 липня 2020 року. Територію та населені пункти ради, відповідно до розпорядження Кабінету Міністрів України № 711-р від 12 червня 2020 року «Про визначення адміністративних центрів та затвердження територій територіальних громад Житомирської області», включено до складу Новоград-Волинської міської територіальної громади Новоград-Волинського (згодом — Звягельський) району Житомирської області.
Входила до складу Ярунського (Піщівського, 7.03.1923 р.) та Новоград-Волинського (4.06.1958 р.) районів.